# Sedana
Sedana és un cràter sobre la superfície del planeta nan Ceres, situat amb el sistema de coordenades planetocèntriques a 40 ° de latitud nord i 319 ° de longitud est. Fa un diàmetre de 58 km. El nom va ser fet oficial per la UAI el 25 d'agost del 2017 i fa referència a Sedana, déu de l'agricultura de la cultura indonèsia.